# Stenocranus fuscovittata
Stenocranus fuscovittata är en insektsart som först beskrevs av Stsl 1858.  Stenocranus fuscovittata ingår i släktet Stenocranus och familjen sporrstritar. Inga underarter finns listade i Catalogue of Life.